# Mirabai Chanu
Saikhom Mirabai Chanu (Nongpok Kakching, 8 agosto 1994) è una sollevatrice indiana.

## Biografia
Ha rappresentato l'India ai Giochi olimpici estivi di Rio de Janeiro 2016, Tokyo 2020 e Parigi 2024, vincendo la medaglia d'argento nella categoria -49 kg nell'edizione nipponica.

## Palmarès
- Giochi olimpici

Tokyo 2020: argento nei -49 kg;
- Mondiali

Anaheim 2017: oro nei -48 kg;
Bogotà 2022: argento nei -49 kg;
- Campionati asiatici

Tashkent 2020: bronzo nei -49 kg;
- Giochi del Commonwealth

Glasgow 2014: argento nei -48 kg;
Gold Coast 2018: oro nei -48 kg;
Birmingham 2022: oro nei -49 kg.